# Rhacaplacarus mirandus
Rhacaplacarus mirandus är en kvalsterart som först beskrevs av Wojciech Niedbała 1988.  Rhacaplacarus mirandus ingår i släktet Rhacaplacarus och familjen Phthiracaridae. Inga underarter finns listade i Catalogue of Life.